# Jundy Maraon
Jundy Gonzaga Maraon (Suminot, 25 febbraio 1985) è un pugile filippino.
Soprannominato "Pretty Boy", ha un record di 14-0-1 (11 vittorie prima del limite).

## Carriera
Maraon ha iniziato la sua carriera professionistica il 26 luglio 2003 a 18 anni, contro il connazionale Marcial Bustillo. L'incontro è terminato per KO tecnico di Bustillo alla 3ª ripresa. A questo successo sono seguiti altri 5 trionfi (4 dei quali per KO), prima di pareggiare con Ernel Fontanilla il 2 luglio 2007 all'Araneta Coliseum di Quezon City. In seguito ha vinto 8 volte consecutive, vincendo in 6 occasioni per KO.
In seguito si è battuto contro Anthony Mathias per il titolo WBO Asia Pacific dei pesi gallo. Jundy è riuscito a detronizzare l'avversario alla 6ª ripresa per KO tecnico, conquistando così il titolo regionale.